# Pandanus lamprocephalus
Pandanus lamprocephalus är en enhjärtbladig växtart som beskrevs av Elmer Drew Merrill och Lily May Perry. Pandanus lamprocephalus ingår i släktet Pandanus och familjen Pandanaceae. Inga underarter finns listade.